# Pan-Pacific Championship
Het Pan-Pacific Championship was een vriendschappelijk voetbaltoernooi tussen clubs uit Australië, Azië en Noord-Amerika.

## 2008
In 2008 vond het eerste toernooi van 20 tot en met 23 februari plaats in Honolulu op Hawaï met als deelnemers Gamba Osaka uit Japan (de kampioen van de J-League), Sydney FC uit Australië (als plaatsvervanger van de kampioen van de A-League) en uit de Verenigde Staten Houston Dynamo (de kampioen van de Major League Soccer 2007) en Los Angeles Galaxy als plaatsvervanger van CF Pachuca uit Mexico, de winnaar van de North American SuperLiga 2007.
| Ronde        | Winnaar            | Uitslag | Verliezer          |
| ------------ | ------------------ | ------- | ------------------ |
| Halve finale | Gamba Osaka        | 1-0     | Los Angeles Galaxy |
| Halve finale | Houston Dynamo     | 3-0     | Sydney FC          |
| 3e/4e plaats | Los Angeles Galaxy | 2-1     | Sydney FC          |
| Finale       | Gamba Osaka        | 6-1     | Houston Dynamo     |

## 2009
De tweede editie vond plaats van 19 tot en met 21 februari in Carson (Californië) met als deelnemers Suwon Bluewings uit Zuid-Korea (de kampioen van de K-League),
Oita Trinita uit Japan (de winnaar van de J-League Cup), Shandong Luneng uit China (de kampioen van de Chinese Football Association Super League) en uit de Verenigde Staten gastheer Los Angeles Galaxy (uit de Major League Soccer)
| Ronde        | Winnaar            | Uitslag      | Verliezer          |
| ------------ | ------------------ | ------------ | ------------------ |
| Halve finale | Suwon Bluewings    | 1-0          | Shandong Luneng    |
| Halve finale | Los Angeles Galaxy | 2-0          | Oita Trinita       |
| 3e/4e plaats | Oita Trinita       | 2-1          | Shandong Luneng    |
| Finale       | Suwon Bluewings    | 1-1 ns (4-2) | Los Angeles Galaxy |